# (85386) Payton
(85386) Payton est un astéroïde de la ceinture principale.

## Description
(85386) Payton est un astéroïde de la ceinture principale. Il fut découvert le 26 juillet 1996 à Haleakala par l'observatoire AMOS. Il présente une orbite caractérisée par un demi-grand axe de 2,69 UA, une excentricité de 0,11 et une inclinaison de 13,6° par rapport à l'écliptique.

## Compléments